# Vikramabahu I
Virakramabahu I   règne entre 1111 et 1132  comme roi du royaume de Polonnaruwa dans l'actuel Sri Lanka.

## Règne
Vikramabâhu I est le fils du roi Vijayabahu I et de la reine Thilokasundari une princesse Kalinga. Il est « Mapa ou   Maha Arya Pada »  c'est-à-dire héritier présomptif qui règne à Ruhuna pendant le règne de Jayabâhu I.
Après la mort de  Vijayabahu I, des conflits éclatent entre les diverses factions de la famille royale: Jayabâhu I son demi-frère est soutenu par la faction Pandya de la cour qui met à profit l'absence de Vikramabâhu pour l'élever au trône. Mittha une sœur de Vijayabahu I, épouse d'un prince Pandya, tente d'imposer son fils Manabharana ou Virabahu à l'office de vice-roi. Vikramabâhu I qui se considère comme l'héritier légitime triomphe de ses oppositions et la parti Pandya est vaincu.
Toutefois le royaume se trouve de facto divisé en trois parties: le domaine royal avec la capital Polonnaruva est contrôlé par Vikramabâhu I; la région du sud le Dakkhinadesa est gouvernée par Manabharana pendant que le Ruhuna est partagé entre deux autres frères ; Sri Vallabha et Kitti Sri Megha. Siri Vallabha qui détient Dolosdahas-rata proche de la Province du sud et Kitti Sirimegha, Atadahas l'actuelle province d'Uva la plus grande partie de l'est.